# Ivaneci-hegység
Az Ivaneci-hegység (horvátul: Ivanščica) egy hegyvonulat Horvátország északnyugati részén, a Horvát Zagorje területén.

## Fekvése
A hegység Varasdtól délkeletre, mintegy 30 kilométer hosszúságban húzódik nyugat-keleti irányban a Horvát Zagorje területén. A hegység Belec-Ivanec irányában a legszélesebb, kilenc kilométer. A Bednja, a Lonja felső folyása, a Krapina és Veliki potok határolja. A hegységet északról kisebb dombok és erdők veszik körül, emiatt magas falnak tűnik, ami rendkívüli festőiséget kölcsönöz a tájnak. Ivanščica déli oldala szerves egészet alkot Zagorjéval, mert a Zagorje domb hullámai gyengéden kúsznak fel a hegyre, ami nagyon gyengéd és békés megjelenést kölcsönöz neki. Az Ivaneci-hegység nélkül a Zagorje monoton, hegyi varázs és szépség nélküli táj lenne.

## Neve
A középkorban a hegységet horvátul Očurának hívták. Jelenlegi nevét, hasonlóan a lábánál fekvő Ivanec városához, a johannita lovagrend adta, amelynek birtokai és megerősített kolostorai (Béla és Ivanec) a hegység északi lábánál voltak. Az utóbbi időben a horvát nyelvben az „Ivančica” név kezdett érvényesülni, ám a régebbi népi „Ivanščica” alakja helytállóbb, mivel a lejtőin fekvő település sok lakója még mindig így hívja. Magyar nevét Ivanec városáról kapta.

## Leírása
Az Ivaneci-hegység teteje a Horvát Zagorje legmagasabb pontja, és egyben a hegység legszélesebb kilátója. A hegység felső részét számos különféle rendeltetésű épület foglalja el, így a tetején szinte nincsenek természeti látványosságok. Az első fa kilátót még 1893-ban állították fel, ma már a legmagasabb ponton egy 10 méter magas, vasból épített kilátó áll. A kilátóból tiszta időben egészen a Szlovéniában levő Júliai Alpokig ellátni.
Ettől mintegy száz méterre 1054 m tengerszint feletti magasságban található a HPD Ivančica hegyi menedékház, mely nevét a horvát patriótáról, hegymászóról, íróról és újságíróról, a jobboldali Josip Pasarićról kapta. Mellette egy 60 méter magas televíziós adó található. Az északi oldalán van egy pavilon, északra és nyugatra nyíló kilátással. A felső részen még több sílétesítmény és egy elhagyott sífelvonó található.
A szelíd megjelenés ellenére a hegység nagy lejtőkkel, de még csupasz sziklákkal is rendelkezik. Az alpesi vonásokhoz tartozik a Legesičina sziklás gerince. A sziklás Belige (974 m) alatt található egy meredek szikla, amelynek tetején Belec várának romjai találhatók. A terpeszkedő, néhány lapos csúccsal rendelkező hegységben, amint szemlélő messziről nézi, valójában mély szakadékok zuhannak a mélybe, éles csúcsai és gerincei pedig változatos, festői képet kölcsönöznek neki.

## Története
Az oszmán hódítás előtti és a hódoltság korszakában a hegység fontos stratégiai szerepet játszott. A 13. században épült védelmi erődítmények sora volt rajta. Az oszmán fenyegetés vége után sok erődítményt felhagytak, a várakat kastélyokká alakították át. Ennek a végvárrendszernek voltak a tagjai Lobor vára, Oszterc vára, Belec vára, Zsidovina vára, Milen vára, Gradiscse vára, Gatal várkastélya, Grebenvár és Lepoglava. 

## Szerkezete
Földtani szempontból a masszívum középső részét triászi dolomitok és mészkövek alkotják, tövükön harmadkori lerakódásokkal. Erős tektonikai mozgások voltak a hegy körül, amelyek formálták.

## Növényvilág
A 300 méter magas hegyi övezet erdővel borított. Alsó részén a kocsánytalan tölgy és gyertyán eredeti erdőinek maradványai találhatók, a felsőbb részeken a bükk dominál. A hosszú gerincen gyönyörű hegyi tisztások vannak virágos rétekkel borítva, amelyek többnyire jó kilátók, nyáron napozásra, télen pedig síterepekként használják.